# Кажигумар Шабданули
Кажигумар Шабданули (1925, с. Тансик, Східноказахстанська область — 15 лютого 2011, Тачен, СУАР, КНР) — казахський письменник з КНР.
Походить з підроду семиз роду каракерей племені найман.
У 1930-ті роки внаслідок голоду в Казахстані його батьки з дітьми переїхали з Казахстану в район Дербільджин (сучасний Сіньцзян-Уйгурський автономний район КНР). Очолив «Казахсько-киргизьке суспільство» в Дербільджині.
- Перший вірш «Сол үшін» було опубліковано в 1943 році в газеті «Малши». Одні з перших видавців казахського художнього журналу.
- Уперше був засуджений до тюремного ув'язнення в 1944 році під час навчання в Урумчі за звинуваченням у причетності до повстання уйгурів.
- У 1952 році Кажигумар Шабданули став головним редактором журналу «Одак», а пізніше очолив журнал «Шұғыла» (в перекладі з казахської «відзеркалення, сяйво»).[2]
- Автор повісті «Бақыт жолында» («На шляху до щастя») (1956).
- У 1958 році як «правий» і «націоналіст» був засуджений на 20 років і відбував покарання в таборі Тарим в пустелі Такла-Макан.
- Реабілітований і звільнений в 1978. Роман «Өгейлер» був опублікований у журналі «Тарбағатай» (1985).
- Шеститомний роман «Қылмыс» («Злочин») про встановлення радянської влади на казахській землі і національно-визвольний рух у Східному Туркестані в 1930—1940-х рр. Перший том вийшов в 1982 році накладом 15 000, другий том у 1985 році тиражем 20 000.[3]
- У 1986 році створив партію «Уміт». Це призвело до того, що 30 грудня 1986 року Кажигумар Шабданули знову був арештований, втретє у своєму житті. Його звинуватили у створенні партії національного визволення «Уміт», зв'язки з підпільними організаціями Казахстану і шпигунстві. Відбував цей термін у в'язниці № 1 міста Урумчі[4].

Правозахисна організація «Amnesty International» визнала Кажигумара Шабданули в'язнем совісті і закликала китайські компетентні органи об'єктивно провести слідство і відкритий судовий процес.
Провів у китайській в'язниці майже 40 років з невеликими перервами. Кажигумар хотів повернутися в Казахстан, але влада КНР не дала дозвіл на репатріацію. Помер у Китаї під домашнім арештом.

## Родина
- Дружина: Бакаш.
- Діти: Жайнар Кажигумаркизи (дочка, проживає в Алмати)[5]